# 安宅冬康
安宅 冬康（あたぎ ふゆやす）は、戦国時代の武将。三好氏の家臣。三好元長の三男。安宅氏へ養子に入り淡路水軍を統率し、三好政権を支えたが、兄・三好長慶によって殺害された。経緯・理由については様々な見解があり不明な部分が多い。

## 生涯
細川晴元の重臣・三好元長の三男として生まれ、淡路国の水軍衆である安宅氏の養子となった。穏やかで優しい仁慈の将であり、人望が高かったという。
元長の死以降、三好家は長男の長慶が摂津国・河内国・和泉国の兵を、次男・三好実休が阿波国衆を、冬康が淡路衆を、四男・十河一存が讃岐国衆を率いるという体制で各地を転戦した。冬康は大阪湾の制圧や永禄元年（1558年）の北白川の戦い、永禄5年（1562年）3月の畠山高政との戦い（久米田の戦い）に従軍、特に畠山高政との戦いでは次兄の実休が敗死すると冬康は阿波に撤退して再起を図り、6月には再び高政と河内で戦い勝利している（教興寺の戦い）。
その後、弟・一存や次兄・実休、甥で長慶の嫡男・三好義興が相次いで死去すると、三好一族の生き残りとして長慶をよく補佐したが、永禄7年（1564年）5月9日に長慶の居城・飯盛山城に呼び出されて自害させられた。跡を子・信康が継いだ。

## 冬康の殺害に関して
冬康の殺害に関する経緯・理由については諸説ある。
山科言継は自身の日記『言継卿記』にて、冬康に逆心があったゆえに殺されたようだ（「逆心悪行」）、と、伝聞の形で書き記している。
多くの民衆は松永久秀の策動が背景にあったことを信じて疑わなかった。例えば『続応仁後記』『三好別記』などの史料には、冬康の死因は確実に久秀の讒訴が原因による謀殺であると記されており、久秀は「逆心の聞こえあり」「謀反の野心あり」と長慶に讒訴したという。十河一存・三好実休・義興といった長慶の兄弟、嫡子が相次いで死去して三好家中で同等かそれを凌駕する実力を保有する者で残っていたのは冬康だけであり、久秀が冬康を除く事で主家を乗っ取ろうと考えても不思議では無かった。一方で、『足利季世記』や『細川両家記』にも、冬康が讒訴によって殺されたと書かれており、これらの史料の記述も、冬康が久秀の讒訴で殺されたとする根拠とされているが、この2つに関しては、「何者かの讒訴によって、冬康は長慶に殺害された」としか書かれておらず、久秀が関与したとは一言も書かれていない。
この晩年の長慶が鬱病に罹患したという観点から冬康謀殺を考察する見解もある。三好長慶の研究もしている介護士の諏訪雅信は、「鬱病の末期症状による被害妄想を原因とした殺害」「集団自殺・心中」という2つの見解を提示している。「被害妄想を原因とする殺害」は、長慶の病状が悪化するにつれ、兄弟の中で唯一の生存者となっており、人格者として慕われていた冬康に人々の人望が集まり、それが長慶には「冬康が家臣達を糾合して自分を殺そうとしている」ように映った、というものである。もう一つの「集団自殺・心中」説は、鬱病と自殺に強い因果関係があり、また鬱病による自殺は時々心中の形となって現れ、その犠牲になるのは多くは身内である、ということに着目した見解であり、三好家の惣領として、天下人として自分の無力さに絶望を感じた長慶が、冬康を道連れにして殺害し、自らも食を絶って餓死した、というものである。ただし提唱者である諏訪自身は、これら2つの見解は自分自身のこじつけによる解釈だと注意書きしている。
また、長慶はこの頃、重い病によって判断力が低下していたと考えられる。殺害後に冬康が無実であると知った長慶は相当に後悔したといわれている。その後、長慶は精神を病み（うつ病であったといわれる）、そのまま後を追うように7月に病死している。
長慶が自らの意思で冬康を殺害したという見解もある。弟の十河一存、実休、嫡男の義興に相次いで先立たれ、長慶の親族の有力者は冬康一人になっていた。思慮深い性格もあって、冬康への人望は一層のこと強くなっていった。そのこともあって、後継者の三好義継を巡り軋轢・疎隔が生じたのではないかとも指摘されている。冬康本人が、義継への家督継承を不服としていた可能性もあると指摘される。天野忠幸は冬康殺害の理由について断言はしていないが、冬康が義継の家督継承に不服を抱いていた可能性もなきにしもあらず、と解説した上で、「例え冬康が無辜であっても、自分の死後、義継の地盤が盤石になるためには、冬康を殺す必要があったのではないか」と指摘している。長江正一は、長慶は義継の将来のためにも冬康の処遇について考慮しなければならなかったと指摘する。
長江正一は、最終的に粛清という結末になってしまった結果も鑑み、長慶と冬康の関係・及び両者の地位は源頼朝と源範頼、足利尊氏と足利直義、豊臣秀吉と豊臣秀次のそれに似ていると指摘する。また今谷明は、冬康が粛清される直前の三好政権末期における両者の関係を、悪い表現と前置きした上で、「文化大革命の末期における、毛沢東と周恩来のよう」と評した。天野忠幸は長江や今谷のように長慶と冬康の関係を他の歴史上の兄弟と直接比較はしていないが、織田信長の死後、織田信雄、織田信孝、織田秀信（三法師）、並びに彼らを後援する柴田勝家、豊臣秀吉らの間で内紛が起こった事例を例え、このような事態が起こることを防ぐ為に長慶は冬康を粛清したのではないか、という見解を出している。

## 人物・逸話
- 冬康は平素は穏健かつ心優しい性格で、血気に逸って戦で殺戮を繰り返し傲慢になっていた兄・長慶に対し鈴虫を贈り、「夏虫でもよく飼えば冬まで生きる（または鈴虫でさえ大事に育てれば長生きする）。まして人間はなおさらである」と無用な殺生を諌めたという逸話が残っている[16][17]。
- 『南海治乱記』には、「三好長慶は智謀勇才を兼て天下を制すべき器なり、豊前入道実休は国家を謀るべき謀将なり、十河左衛門督一存は大敵を挫くべき勇将なり、安宅摂津守冬康は国家を懐くべき仁将なり」と記されている[18]。
- 冬康は和歌に優れ『安宅冬康句集』『冬康長慶宗養三吟何人百韻』『冬康独吟何路百韻』『冬康賦何船連歌百韻付考証』など、数々の歌集を残し、「歌道の達者」の異名を持った[19]。中でも代表的な歌は、「古を　記せる文の　後もうし　さらずばくだる　世ともしらじを」である。この歌には冬康の温和な性格がよく現れている。歌の師は里村紹巴、宗養、長慶である[注釈 3]。なお、細川幽斎は著書『耳底記』の中で、安宅冬康の歌を「ぐつとあちらへつきとほすやうな歌」と評している[19]。
- 冬康と、兄の三好実休が和歌のやりとりをした逸話は、『足利季世記』『続応仁後記』『三好記』『阿州古戦記』『三好家成立之事』『十川物語』など、いくつかの軍記、史料に残っている[20]。中でも、実休が旧主の細川氏之を殺したことを悔やみ、「草枯らす霜また今朝の日に消えて　報いの程は終（つい）にのがれず」と歌を詠んだのに対し、冬康が「因果とは遥か車の輪の外を 廻るも遠きみよし野々里」と歌を返したという話が知られる[19]。ただし、この歌は、「報いの程は終にのがれず」が「因果は斯（ここ）に廻りに来にけり」であったりするなど、歌の内容が史料によって差異があり、またその逸話についても、実休が夢の中で父・三好元長と出会い、彼からこの歌を聞かされて、冬康に話したところ、冬康が返しの歌を詠じたという話にしているものもある[19]。

## 子息
信康及び清康の二人の息子がいたとされるが、信頼性のおける一次史料においては、「神太郎」という一人の息子しか確認できず、諱は「康」の一文字しか記載されていない。元亀末年には、兄・実休の三男である神五郎（甚五郎）が安宅家の家督を継承し、後に織田信長に属した。天正12年（1584年）、神五郎は豊臣秀吉により播磨国明石郡に領地替えされ、水軍の棟梁としての地位を失った。その後もしばらく神五郎は存命していたようであり、慶長4年（1599年）に片桐貞隆らと共に相国寺を警備していたことが「鹿苑日録」に記述されている。この記述が、史料における神五郎の終見となっている。

## 家臣
- 安宅石見守[22]
- 岩瀬石介[22]
- 庄紀伊守[22]
- 菅若狭守[22]
- 梶原三河守[22]
- 住路清兵衛[22]
- 住路又右衛門[22]
- 木村新左衛門[22]